# Burgwitz (Kospoda)
Burgwitz ist ein Ortsteil der Gemeinde Kospoda im Saale-Orla-Kreis.

## Geografie und Geschichte
Burgwitz liegt am südlichen Rand des mittleren Orlatals, etwa einen Kilometer südlich von Neustadt an der Orla. Es ist im Osten benachbart zu Moderwitz, im Westen zu Kospoda und im Süden zu Steinbrücken.
Oberhalb des Ortes entspringt ein Rinnsal, welches das Dorf unterirdisch passiert und dabei zum Teil vom örtlichen Teich gespeist wird. Dieser kleine Bach tritt am nördlich gelegenen Ortsausgang an die Oberfläche und fließt auf halber Strecke zwischen Burgwitz und Neustadt in den Siechenbach.
Burgwitz wurde in der Vergangenheit unter verschiedenen Namen bzw. in verschiedenen Schreibweisen verzeichnet. Im Jahr 1324 hieß der Ort Borchwitz. In einem alten Ortslexikon von Sachsen, verfasst vom Buchhändler und Verleger August Schumann (1773 bis 1826), wurden zu dem Dorf Burgwitz auch die alten Ortsnamen Brochwitz und Bruchwitz genannt.
Schon vor 1294 bestand eine romanische Kapelle, die 1320 zu der heutigen Kirche umgebaut wurde.
Am 1. März 1951 wurde Burgwitz in die Gemeinde Kospoda eingegliedert.
Zum Ort gehören etwa 80 Einwohner sowie kleine und mittelständische Betriebe.

## Busverbindungen
Mit der Linie 944 der KomBus hat Burgwitz Anschluss an den Kernort Kospoda sowie an die Städte Neustadt (Orla), Pößneck und Saalfeld (Saale).